# Castillo de Bañeres
El castillo de Bañeres (provincia de Alicante, España) es una fortaleza de origen almohade construida en el siglo XIII que se sitúa sobre el cerro del Águila (tossal de l'Àguila) en el centro geográfico de Bañeres, a una altitud de 830 m s. n. m.
Es  Bien de Interés Cultural con categoría de  Monumento.

## Descripción

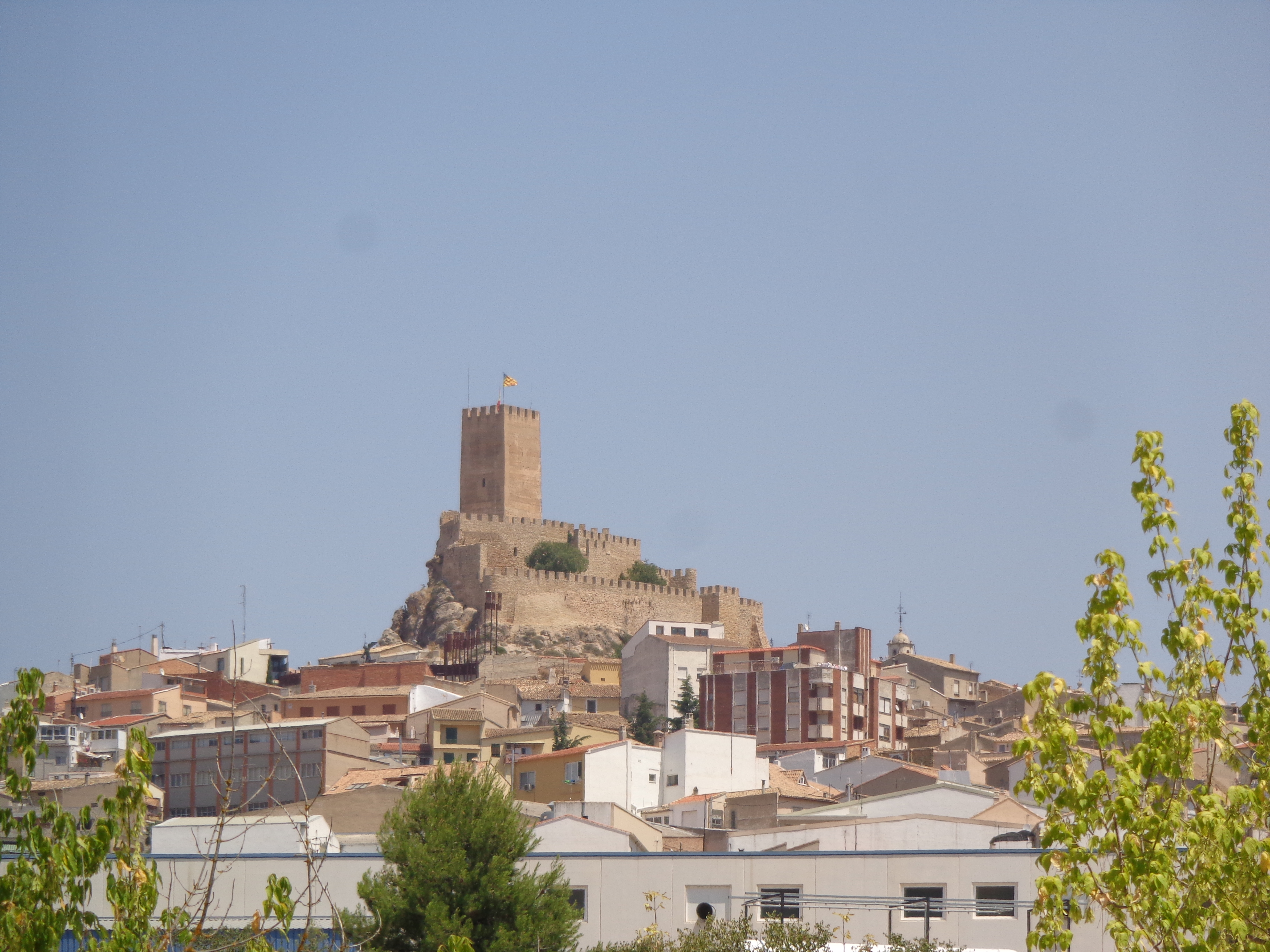
Vista desde la población

El castillo, de forma irregular, cuenta con dos recintos y se adapta al terreno. Su elemento más significativo es su torre del homenaje de 17 metros. Tiene planta cuadrada y tres alturas y está realizada con tapial. Los restos de muralla, también realizadas con tapial, cuentan con troneras realizadas en época posterior y predominan los arcos de medio punto con dovelas. Dentro del recinto existe un aljibe y una ermita.
Actualmente es sede del Museo Festero de Bañeres (Museu Fester).